# Туркевич Лев Іванович (священник)
о. Лев Туркевич (світське Лев Іванович Туркевич; 28 лютого 1846, с. Княгиничі — 10 січня 1920, Львів) — український церковний діяч, греко-католицький священник, крилошанин, ректор Львівської духовної семінарії (1893—1902), декан Львівського деканату. Дід українського композитора і шахіста Льва Івановича Туркевича та композиторки Стефанії Іванівни Туркевич-Лукіянович і оперної співачки Ірини Іванівни Туркевич-Мартинець. 

## Життєпис
Народився 28 лютого 1846 року в селі Княгиничі на Рогатинщині в сім'ї місцевого пароха о. Івана Туркевича (1806—1884) і його дружини Христини з дому Шведзіцька. Після закінчення Львівської греко-католицької семінарії одружився зі Стефанією Вишньовською (†1875). Ієрейські свячення отримав 12 січня 1872 року. Спочатку був адміністратором парафії в селі Гарбузів Залозецького деканату (1872—1873), відтак став капеланом у селі Сухоріччя Львівського заміського деканату (1873—1881). Згодом переїхав до Львова, де протягом 1881—1886 років виконував обов'язки пароха при карному закладі для чоловіків. З вересня 1886 року обійняв посаду греміального крилошанина капітули новоствореної Станіславівської єпархії і став членом церковного суду.
У 1890 році повернувся до Львова, де обійняв посади греміального крилошанина, радника і референта митрополичої консисторії. У душпастирській діяльності брав участь як львівський декан і парох Свято-Юрської архикатедральної парафії, яким був включно до 1895 року.
Згодом відійшов від душпастирської роботи. Протягом 1893—1902 років виконував обов'язки ректора Львівської духовної семінарії, був членом просинодальної іспитової комісії, головою Товариства св. Апостола Павла. У 1894 році він зайняв посаду прелата канцлера, а в 1895 — архідиякона і декана митрополичої капітули, отримав титул домашнього прелата Його Святості Папи Лева XIII, очолював Товариство дяків. У 1902 році додав ще й обов'язки директора пресвітерського дому. Наступного року повернувся до душпастирської роботи, знов обійнявши посаду львівського декана (до 1920 року).
Помер 10 січня 1920 року у Львові і був похований у гробниці галицьких митрополитів і крилошан на Личаківському цвинтарі.

## Відзнаки
- Хрест «Pro Ecclesia et Pontifice» (1893),
- Лицарський хрест ордена Леопольда (1898)[7][8],
- домашній прелат Його Святості Папи Лева XIII.